# Achatinellidae
Achatinellidae — родина наземних черевоногих молюсків.

## Поширення
Представники родини природно поширені на островах Тихого океану. Серед них багато ендемічних видів, ареал яких обмежений одним островом. Великого різномаїття досягають на Гавайських островах Деякі види поширились в Індонезії та на деяких островах в Індійському океані, куди випадково були завезені людьми або були інтродуковані.

## Класифікація
- Підродина Achatinellinae Gulick, 1873
  - Рід Partulina L. Pfeiffer, 1854
  - Рід Achatinella Swainson, 1828
  - Рід Perdicella Pease, 1869
  - Рід Newcombia L. Pfeiffer, 1854
- Підродина Auriculellinae Odhner, 1921
  - Рід Auriculella L. Pfeiffer, 1855
  - Рід Gulickia Cooke, 1915
  - ?Рід Laminella L. Pfeiffer, 1854
- Підродина Elasmatininae Iredale 1937
  - Триба Elasmatini Iredale, 1937
    - Рід Strobilus Anton, 1839
    - Рід Apopitys Cooke & Kondo, 1961
    - Рід Pukunia Cooke & Kondo, 1961
    - Рід Mitiperua Cooke & Kondo, 1961
    - Рід Taitaa Cooke & Kondo, 1961
    - Рід Maitua Cooke & Kondo, 1961
    - Рід Lamellovum Pilsbry, 1910
    - Рід Pitys Mörch, 1852
    - Рід Mangaoa Cooke & Kondo, 1961

  - Триба Antonellini Cooke & Kondo, 1961
    - Рід Antonella Cooke & Kondo, 1961
    - Рід Perahua Cooke & Kondo, 1961

  - Триба Tubuaiini Cooke & Kondo, 1961
    - Рід Celticola Cooke & Kondo, 1961
    - Рід Tubuaia Cooke & Kondo, 1961
- Підродина Pacificellinae Steenberg, 1925
  - Триба Pacificellini Steenberg, 1925
  - Триба Lamellideini Cooke & Kondo, 1961
    - Рід Tornatellinops Pilsbry & Cooke, 1915
    - Рід Lamellidea Pilsbry, 1910
- Підродина Tekoulininae Solem, 1972
  - Рід Tekoulina Solem, 1972
- Підродина Tornatellidinae Cooke & Kondo, 1961
  - Триба Tornatellidini Cooke & Kondo, 1961
    - Рід Tornatellides Pilsbry, 1910

  - Триба Tornatellariini Cooke & Kondo, 1961
    - Рід Philopoa Cooke & Kondo, 1961
    - Рід Tornatellaria Pilsbry, 1910
- Підродина Tornatellininae Sykes, 1900
  - Триба Tornatellinini Sykes, 1900
    - Рід Tornatellina Pfeiffer, 1842
    - Рід Fernandezia Pilsbry, 1910

  - Триба Elasmiatini Kuroda & Habe, 1949
    - Рід Elasmias Pilsbry, 1910